# Bijvoeglijk naamwoord
Een bijvoeglijk naamwoord of adjectief is een woordsoort in de taalkundige benoeming. Het wordt gebruikt om iets anders in de zin (vaak een zelfstandig naamwoord) nader te omschrijven. Het bijvoeglijk naamwoord (afkorting bn.) duidt dus meestal een eigenschap of hoedanigheid aan en vormt meestal één zinsdeel met datgene wat het nader omschrijft.

## Soorten
Een bijvoeglijk naamwoord kan in een zin op twee manieren gebruikt worden: attributief en niet-attributief. Niet-attributief gebruik kan weer worden onderverdeeld in predicatief en bijwoordelijk gebruik.

## Gebruik
In het Nederlands en veel andere talen kunnen van veel bijvoeglijke naamwoorden een vergrotende trap en overtreffende trap afgeleid worden. Het oorspronkelijke bijvoeglijk naamwoord is de stellende trap. Samen heten ze de trappen van vergelijking.
Vrijwel alle bijvoeglijke naamwoorden kunnen daarnaast worden gesubstantiveerd, wat betekent dat ze de syntactische eigenschappen van zelfstandige naamwoorden krijgen en met andere adjectieven kunnen worden gecomplementeerd. Dit gebeurt meestal met specifieke vaste achtervoegsels, waarvan elke taal er een aantal heeft.

## Bijvoeglijk naamwoord in het Nederlands
AttributiefVan een attributief bijvoeglijk naamwoord is sprake wanneer het bijvoeglijk naamwoord geplaatst wordt vóór een zelfstandig naamwoord
- Het groene handvat — De intelligente vrouw — De lange man
- Een groen handvat — Een intelligente vrouw — Een lange man

PredicatiefVan een predicatief bijvoeglijk naamwoord is sprake wanneer het hoofd is van een naamwoordelijk gezegde, predicatief complement of bepaling van gesteldheid
- Het handvat is groen – De vrouw is intelligent – De man is lang
- Een handvat is groen — Een vrouw is intelligent — Een man is lang
Er zijn ook bijvoeglijk naamwoorden die alleen predicatief kunnen worden gebruikt, zoals aan[1][2]
- Het lampje is aan — Een lampje is aan (correct)
- Het ane lampje — Een aan lampje (foutief)

BijwoordelijkHet bijvoeglijk naamwoord wordt als bijwoord gebruikt
- hij tuiniert groen

PartitiefHet bijvoeglijk naamwoord wordt geplaatst na een woord van kwantiteit met als suffix -s
- dat is niets nieuws

ZelfstandigHet bijvoeglijk naamwoord wordt zelfstandig gebruikt waarbij verwezen wordt naar een bekend begrip.
- Wilt U een rode stoel of liever een groene? Het liefst heb ik die blauwe.
- Ik heb gestemd op de Groenen.

### Verbuiging
achterzetsel · bijwoord · ideofoon · lidwoord · naamwoord (bijvoeglijk · eigennaam · zelfstandig) · telwoord (hoofdtelwoord · rangtelwoord · telbijwoord) · tussenwerpsel · voegwoord · voornaamwoord (aanwijzend · betrekkelijk · bezittelijk · onbepaald · persoonlijk · temporeel · uitroepend · vragend · wederkerend · wederkerig) · voorzetsel · werkwoord